# Serie 3600 de FGV
La Serie 3600 de FGV fue una serie de unidades de tren eléctricas, originalmente encargadas por FEVE para su explotación en servicios de cercanías en Santander (España), aunque terminaron circulando en Valencia, primero en la línea del trenet de Valencia-Jesús a Villanueva de Castellón y a partir de 1988 en el metro de Valencia.
Era el material rodante más antiguo de la red de FGV de Valencia cuando se inauguró el metro y prestó servicio de viajeros en las líneas 1 y 2 hasta la llegada de las nuevas unidades de la serie 4300 de Vossloh.

## Historia
Fueron construidas por Babcock & Wilcox en Sestao (Vizcaya) un total de 10 unidades de tres coches (un coche motor y dos coches remolques, uno de ellos con cabina) en el año 1982 y prestaron servicio hasta verano del 2007 (todas a excepción de una de las 2 que se reformaron que se retiró en 2008) hasta la llegada de las nuevas unidades de la serie 4300 de Vossloh, primero en la línea Valencia-Jesús - Villanueva de Castellón en tiempos de FEVE, que pasaría posteriormente a convertirse en la línea 1 de MetroValencia a partir de 1988. 
Tenían una potencia de 660 Cv y una tensión de alimentación de 1,5 kV mediante pantógrafo. Fueron las primeras unidades del trenet que funcionaron bajo éste voltaje.
Disponían de cómodos asientos de skay distribuidos en departamentos de 4 plazas, portaequipajes situados sobre los asientos, unos amplios vestíbulos que permitían viajar a muchos viajeros de pie y unas grandes puertas de doble hoja. Por cada unidad habían 433 plazas para viajeros, 83 de ellas con asiento.
Estas unidades tenían el mismo diseño que las unidades serie 3500 de Euskotren y FEVE, construidas en 1975 por CAF en Beasáin, solo se les diferenciaba aparte de por el color de sus libreas, por sus focos, siendo redondos en la unidad de FGV y cuadrados en las UT 3500. Una diferencia fundamental era que, a diferencia de las 3500, carecía de wc.
Estas unidades estaban diseñadas para realizar servicios de cercanías o regionales con estaciones situadas a gran distancia unas de otras, razón por la que los motores y otros equipos eléctricos de las unidades trabajaban sobre esforzados al tener que hacer paradas frecuentes en los servicios metropolitanos en las que acabaron destinadas en Valencia. Según algunas fuentes este hecho explicaría que los motores de éstas unidades habrían comenzado a presentar tempranamente signos de fatiga y envejecimiento. También se ha invocado que sus apretados gráficos impedían un adecuado mantenimiento en los talleres de València Sud de FGV.
Actualmente todas las unidades están retiradas del servicio y la mayoría desguazadas, siguen existiendo dos que están preservadas por FGV para museo [una de las 2 reformadas (la 3602) y la 3604 (la unidad que se utilizó para los viajes de homenaje y despedida de la serie 3600)], y también tenían otra más que estaba reservada para la Asociación Valenciana de Amigos del Ferrocarril (AVAF). La unidad que se reservó para esta asociación fue la 3609, pero por lo que parece la asociación no quiso hacerse cargo de ella, así que la unidad ha acabado siendo vandalizada, para luego ser quemada y desguazada.

## La reforma
En 2001 se remodelaron las dos primeras unidades de la serie por Alstom dotándolas de aire acondicionado, nuevos asientos, nueva megafonía interior, y paneles teleindicadores, así como una revisión exhaustiva de motores, y una nueva cabina de conducción. Pero no se sustituyeron los equipos motores, para acabar de reformarla del todo.
Debido a que el resultado que dieron no fue el esperado, la reforma fue suspendida, ello motivó su apodo La gran esperanza blanca , puesto que las estas unidades sufrían constantes averías que les dejaban en taller día tras día.
La unidad 3601 sufrió un fortuito accidente en los talleres de València Sud, por lo que se decidió no volver a ponerla en servicio y usarla como piezas de repuesto para el resto de las unidades de la serie y en especial para la otra unidad 3600 que se reformó, la 3602. Poco tiempo después de haber retirado la unidad 3602 a mediados de 2008 que fue la última unidad en retirarse que se mantuvo un año más, la unidad 3601 ya no servía para nada, así que fue desguazada en julio de 2008. Posteriormente, en 2009 la 3602 volvió a los talleres de València Sud para ser puesta de nuevo en servicio, pero se decidió volverla a retirar otra vez debido al deterioro de sus motores. En 2014, la 3602 salió de la nave de los antiguos talleres de Torrent y fue vandalizada por los graffiteros, hasta que el 4 de mayo de 2016 sufrió un incendio en el exterior de los talleres de Torrent junto a 8 unidades de la serie 3700 de FGV y la unidad 3609,y que en marzo del 2021 la unidad 3602 fue borrada del mapa definitivamente.

## Situación del parque motor
Unidades en activo
- Actualmente ya no hay ninguna unidad en activo. Todas fueron apartadas del servicio y la mayoría fueron desguazadas.

Unidades apartadas
- 3601 (desguazada)
- 3602 (desguazada)
- 3603 (desguazada)
- 3604 (preservada, no operativa)
- 3605 (desguazada)
- 3606 (desguazada)
- 3607 (desguazada)
- 3608 (desguazada)
- 3609 (reservada para la AVAF, no preservada. Incendiada en los antiguos talleres de Torrent el 4 de mayo de 2016. Desguazada)
- 3610 (desguazada)